# Prieuré de Château-l'Hermitage
Le prieuré de Château-l'Hermitage est un prieuré de l'ordre de Saint-Augustin, situé à Château-l'Hermitage, dans le département de la Sarthe.
La chapelle et quatre travées subsistantes du cloître sont classés au titre des monuments historiques par arrêté du 17 septembre 1964, tandis que le reste des bâtiments est inscrit au titre des monuments historiques depuis 1926.

## Église priorale Notre-Dame

### Architecture, mobilier et décoration
Construction du XIIe siècle grâce aux dons de Geoffroy Plantagenêt, comte du Maine et de l'Anjou, cette église fut réalisée en deux campagnes de construction soignée et de grande ampleur.
Dans un premier temps furent réalisées la tour-clocher, et la chapelle nord avec des murs épais réalisés dans un grès roussard, avec de puissants contreforts permettant de soutenir la tour-clocher à 42 m de hauteur. Les ouvertures sont peu nombreuses et de dimensions réduites. Dans cette première tranche, la chapelle a le chœur en cul-de-four.
Dans la seconde campagne de construction, l'édifice placé sous le vocable de Notre-Dame est de plan basilical, sans transept. Dans la nef et le chœur du XIIIe siècle fut employé le voûtement sur croisées d'ogives du gothique angevin, permettant de franchir des espaces plus larges que les voûtes sur croisées d'ogives classiques. Parmi les autres nouveautés apportées par les constructeurs de cet édifice figure la démultiplication des nervures. Les arcs des voûtes octopartites, dont deux longitudinales, qui forment ses extrémités, et six latérales, se subdivisent en étoiles dans les angles au niveau du sanctuaire.
Les deux lieux de culte sont orientés. On pénètre à l'ouest dans la nef de l'église par un portail surmonté d'une baie et de trois niches abritant des statues. De gauche à droite : un saint Sébastien en pierre, une Vierge à l'Enfant en terre-cuite, très mutilée, et un saint Denis portant sa tête en pierre.
Dans le nef, sous la première partie de la première voûte, se trouve une baie vitrée sur le mur sud, à droite. Dans la seconde partie de cette première voûte se trouve sur le sol, le long du mur sud, un rare confessionnal en bois du XVIIe siècle. À l'opposé, sur le mur sud, une porte donne sur un escalier à vis. Après cette porte, sur le mur de la nef, une peinture murale datée de 1606 représente saint Christophe portant l'Enfant Jésus, parmi de nombreux animaux, avec en arrière-plan une barque sur une mer agitée, une Vierge à l'Enfant, et dans l'angle gauche, un ermite. Cette œuvre porte en inscription le nom de Christophe de Grasmenil qui pourrait être celui du commanditaire de l'œuvre, comme hommage envers son saint patron.
Sous la seconde voûte angevine, dans sa première partie se trouve, dans le mur sud, une porte ouvrant sur la sacristie. Dans le mur opposé, une autre porte donne accès à la chapelle du XIIe siècle. La seconde parie de cette seconde voûte mène vers le chœur, clos par une grille en fer forgé datée du XVIIIe siècle, cantonnée par deux piliers et couronnée d'un vase de fleurs en sa partie centrale. Cette grille permettant de séparer les chanoines des laïcs fut déplacée dans le courant du XIXe siècle afin d'accueillir un plus grand nombre de fidèles. L'ancien emplacement de cette grille est toujours visible dans le sol de la nef. Contre les piliers de cette grille se trouve à gauche, au nord, une statue en terre-cuite de Saint Joseph et Jésus enfant et de l'autre côté, au sud, une autre de même facture, représentant saint Denis portant sa tête. Elles sont toutes les deux classées aux monuments historiques et faisaient partie autrefois d'un groupe sculpté.
Sous la troisième voûte, dans sa première partie, les murs nord et sud supportent deux rangées de six stalles, annoncées l'une par une tête de moine, l'autre par une tête de fou. Elles sont pourvues de miséricordes sculptées de motifs laïcs et fantaisistes comme Truie qui file ; Un cygne habillé en moine qui enseigne à un coq et deux poules ; Un animal fantastique portant une tour crénelée, Chimère avec griffes, etc. Sous la seconde partie de cette troisième voûte, dans le mur nord du chœur, se trouve un enfeu, fermé par une grille, abritant le gisant de Marie du Bueil, sœur de Jean V de Bueil (vers 1405-1478), dit « le fléau des Anglais », auteur du roman Le Jouvencel. Elle est représentée dans la pose traditionnelle des monuments funéraires du XVe siècle, allongée, dans ses plus beaux atours, les mains jointes en signe de prières, un chien allongé à ses pieds. L'importance de sa famille qui avait des liens avec le prieuré font qu'elle a pu bénéficier de cet emplacement dans le chœur de l'église priorale. Le mur de l'enfeu est orné d'une peinture murale représentant plusieurs personnages accompagnés de saints et rendant hommage à la Vierge à l'Enfant.
Cet enfeu est surmonté d'une peinture murale représentant le prieur René de Daillon en prière devant une image de la sainte Trinité ; il est présenté par saint René, évêque d'Angers, qui est légèrement en retrait derrière lui. Sur le mur sud, la peinture murale qui date de la même période représente trois prieurs se recueillant devant une Vierge de Pitié. Ces deux peintures furent en partie restaurées dans la seconde moitié du XIXe siècle.
Au XVIIIe siècle, un retable fut dressé dans le fond du chœur. Il est de peu de largeur afin de laisser la lumière des baies pénétrer dans l'édifice. Constitué de colonnes, entablements, frontons et divers ornements sculptés, il est couronné par un dôme à cinq pans. Ces nombreux ressauts donnent une impression de profondeur. En son centre, un tableau daté du XIXe siècle représente l'Assomption d'après Nicolas Poussin.

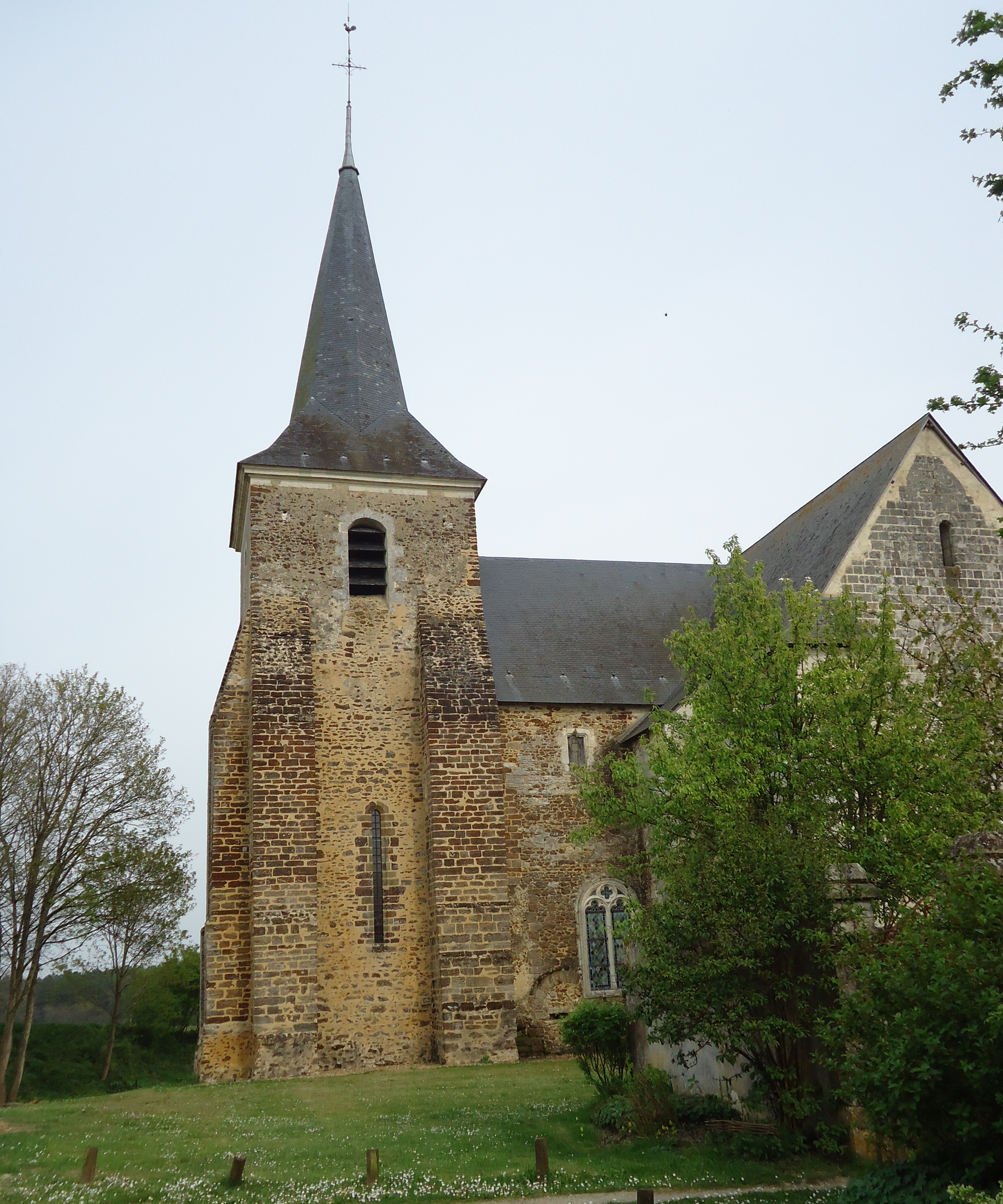
La chapelle du prieuré.
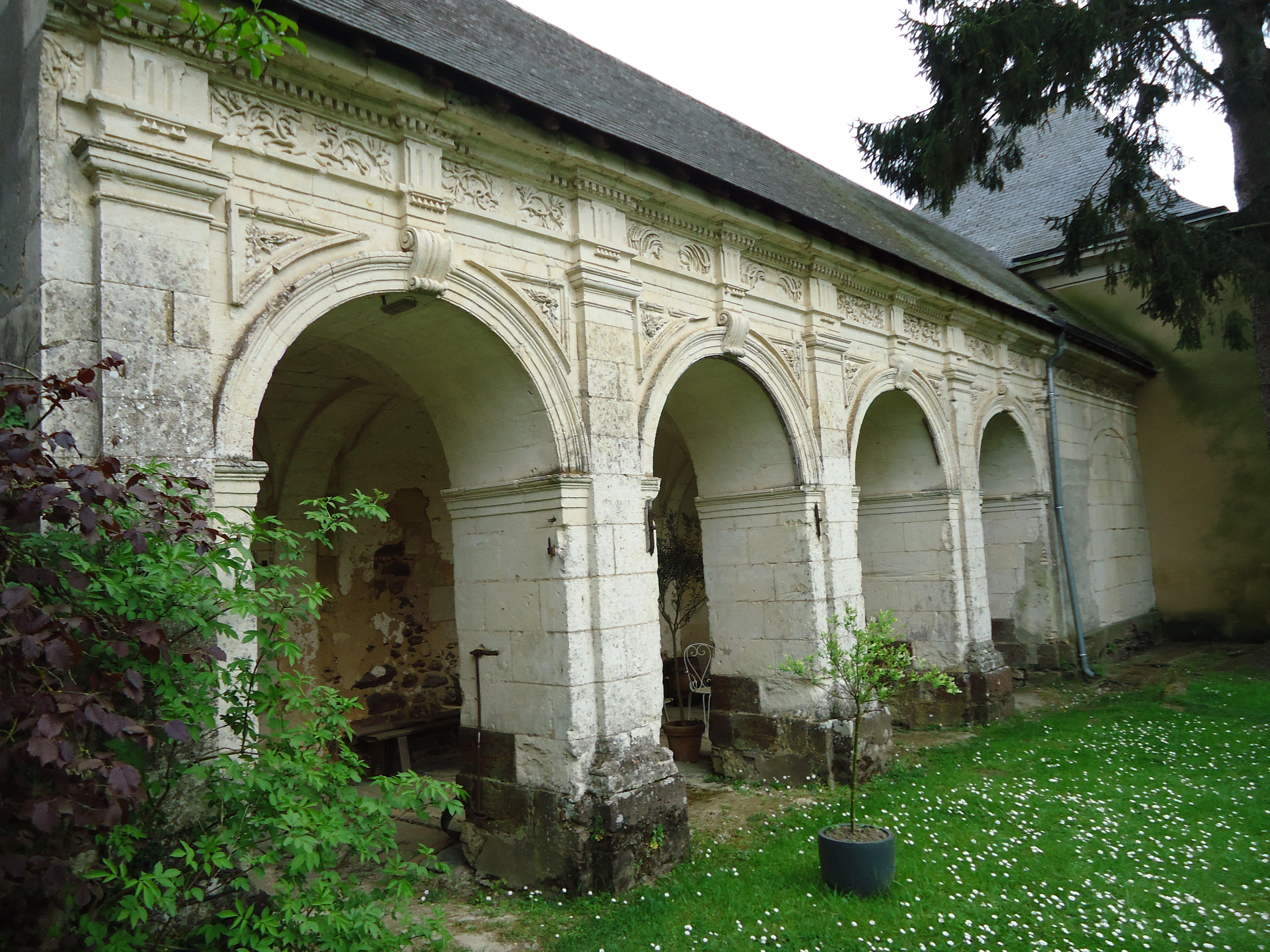
Le cloître du prieuré.
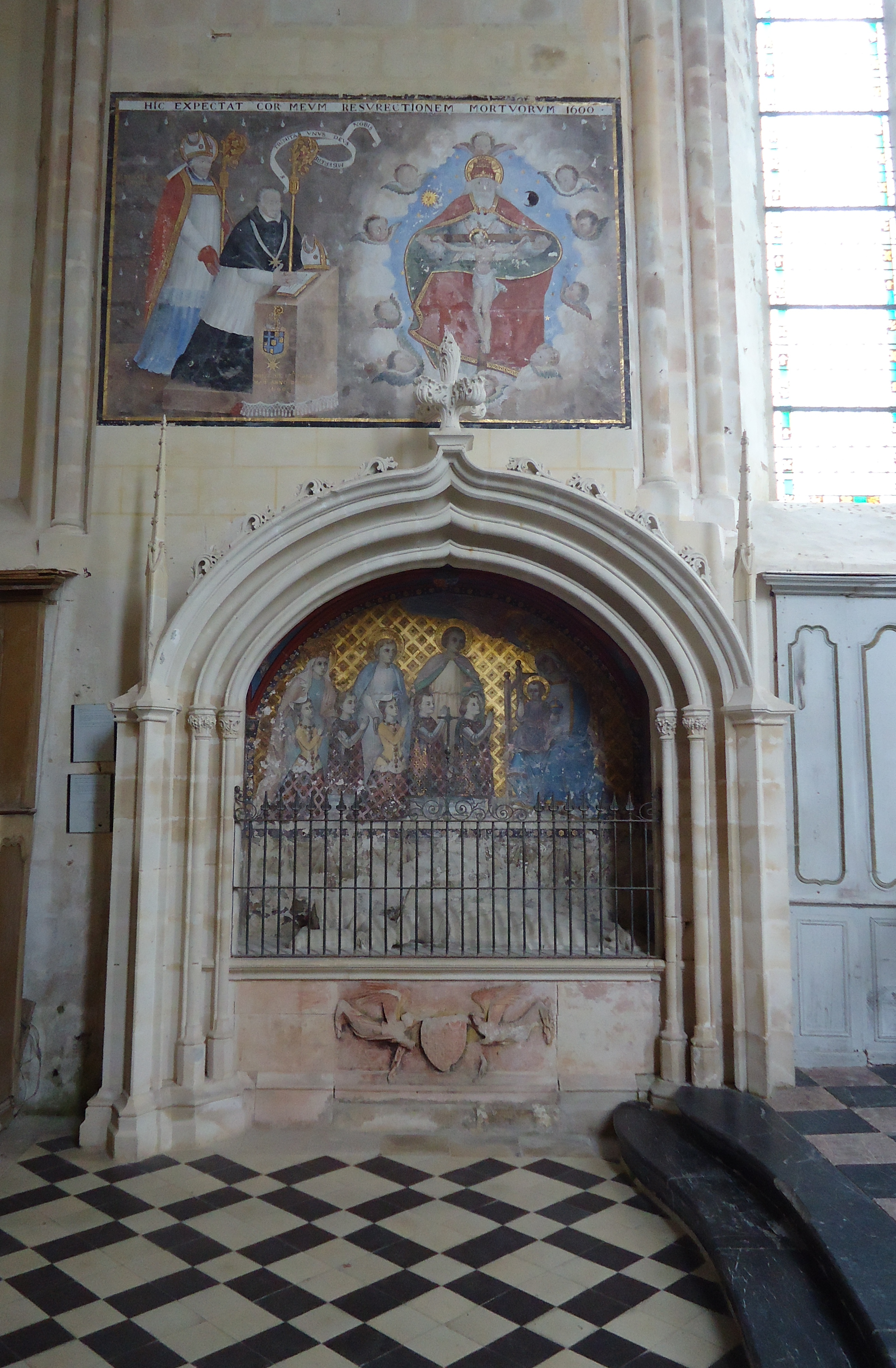
Gisant de Marie de Bueil (XVe siècle).

## Historique
Le prieuré conventuel de Château-l'Hermitage tire son origine d'un ermitage fondé sur la butte de Saint-Thibault, située à  proximité du village actuel. Les dons que lui consentirent Hélie de La Flèche (vers 1100), Foulques le Bel et Geoffroy dit Plantagenêt furent confirmés en 1146 par l'évêque du Mans Guillaume de Passavant (1142-1186).
L'église abbatiale Notre-Dame de Château-l’Hermitage, dont la première pierre fut posée en 1144 par Geoffroy V d'Anjou dit Plantagenêt, et son prieuré furent fortifiés pendant la guerre de Cent Ans. On créa des fossés tout autour. La tour du clocher fut pourvue d'archères et des bouches à feu furent percées dans les murs de la chapelle nord, encore visible aujourd'hui, permettant l'installation de l'artillerie médiévale à ses débuts.
Gilles de Rais tenta de les prendre en combattant contre Jean de Bueil.
Le prieuré situé dans le comté du Maine, entre la Normandie, aux mains des Anglais, et la vallée de la Loire, siège du pouvoir royal, fut souvent le terrain de bataille des deux camps opposés, ainsi que des rapines et pillages des mercenaires entre 1356 et 1370. Il est pris alternativement par l'un des deux camps. En 1370, Bertrand du Guesclin vient participer à la bataille de Pontvallain qui marque le basculement de la guerre en faveur du roi de France. Le prieuré fut incendié à trois reprises au cours de cette guerre. Château-l'Hermitage devient une place forte avec Sablé, Vendôme, et Lavardin. De nombreux combats vont émailler les premières décennies du XVe siècle : prise de Lude en 1427, tentative pour reprendre Le Mans l'année suivante, prise de Château-du-Loir en 1431 et Saint-Céneri en 1433.
Au XVIIe siècle a lieu la réforme des ordres religieux, initiée par les grandes abbayes, comme l'abbaye Sainte-Geneviève de Paris pour l'ordre des Augustins, et le prieuré de Château-l'Hermitage rentre dans le giron de la Congrégation de France dont les membres sont appelés les génovéfains. Les chanoines portaient une robe blanche et un rochet, ainsi qu’un manteau noir hors du couvent.
C'est la période propice aux grands travaux de décoration de l'église priorale, ainsi que la reconstruction dans les années 1680, des bâtiments conventuels au sud et à l'ouest de l'église.
Puis arrive la Révolution. En 1790, l'inventaire des biens nous fait savoir que la bibliothèques du prieuré se composaient de 2 800 ouvrages. Une grande partie des bâtiments sont vendus comme bien national, à plusieurs propriétaires qui occupent les bâtiments pour certains et d'autres qui démolissent pour vendre les matériaux dont seuls subsistent: une aile du cloître, avec ses ornements de palmes et feuillages encadrant le Sacré-Cœur, un pavillon d'angle, et la partie basse d'un second pavillon, ainsi qu'une partie de l'aile sud des bâtiments conventuels, et les piliers de l'entrée du monastère, situés à l'entrée du village. L'ancienne hostellerie bâtiment affecté à la mairie, et les communs transformés en appartements, le long des anciens remparts (rue Geoffroy Plantagenêt).
Au début du XIXe siècle le prieuré est acheté par Adrien de Mailly, et l'église devient paroissiale en 1842. Ses descendants revendent les bâtiments conventuels en 1957, l'église en 1982 à André Pottier, instituteur de la commune, qui entreprend la restauration de l'édifice, avant que l'association diocésaine du Mans n'en fasse l'acquisition en l'an 2000.

## Prieurs

### Prieurs réguliers
- 1439 : Jacques, humble prieur de Châteaux.
- 1450-1472 : Adam Moré[2].
- 1486 : Péan, humble prieur de Château-l'Hermitage.

### Prieurs commendataires
- 1590-1600 : René de Daillon du Lude (mort en 1600), a frère François Quanette comme sous-prieur, qui est également prieur-curé de Nauvay et de Saint-Jean-Baptiste de La Touche, membre dépendant du prieuré de Château-l'Hermitage, grand vicaire de messire René de Daillon du Lude, conseiller du Roi en ses conseils d'État et privé, chevalier de l'ordre du Saint-Esprit, baron de Briançon, évêque de Bayeux, abbé commendataire de l'abbaye de Notre-Dame-des-Châtelliers, en 1562, au diocèse de Poitiers.
- 1610 : Charles Guilloteau, prieur commendataire.
- 1600-1632 : Gaspard de Daillon du Lude (vers 1602-1676), conseiller du roi en ses conseils d'État et privé, évêque-comte d'Agen, abbé de l'abbaye des Châtelliers et prieur commendataire de Château-l'Hermitage.
- 1677-1693 : Louis de Mon(t)lezun de Busca.
- 1731-1744 : Adrien des Champs dit de Morel de Crécy, abbé commendataire de l'abbaye de Saint-Ferme, chanoine de la cathédrale de Beauvais et y demeurant, prieur commendataire de Château-l'Hermitage.
- 1765 : Jean-Baptiste Cornu, prêtre, prieur claustral.
- 1781 : Jean-Benoît d'Hélyot.

## Propriétés, revenus et droits

### Cures, prieurés et chapelles

#### Prieurés
- Prieuré de Pontvallain : reconnaissance d'une rente annuelle de deux septiers de seigle, mesure d'Oizé, consentie, au profit du prieur et du couvent de Château-l'Hermitage, par frère Philippe Toreau, prêtre, prieur du prieuré de Pontvallain (1378. Texte latin). Autre reconnaissance de la même rente donnée en la cour du doyen d'Oizé par frère Gui de Domaigné, titulaire dudit prieuré de Pontvallain (1432).
  - Prieurs :
    - 1378 : Philippe Toreau ;
    - 1432 : Gui de Domaigné.

### Terres, métairies et moulins à vent

#### Terres et fiefs
- Terre de La Boissière (1450)[2].

#### Métairies
- Métairie de Cruchet, aussi à Écommoy: Baux consentis par Monsieur Jean-Baptiste Cornu, prêtre, prieur claustral, pour 150 livres de ferme, en 1765[3].
- Métairie de Beauvais à Saint-Ouen-en-Champagne.

### Rivières, étangs et moulins à eau
- Moulin de Morançais à Baux (1733-1773)[4].

### Droits
- Droits de pâturage, et de panage dans la forêt de Bercé.